# Rugby Club de l'agglomération de Cergy-Pontoise
Ne doit pas être confondu avec le Rugby Club de Pontoise, club disparu en 2003.
Ne doit pas être confondu avec le Racing Club de l'agglomération de Cergy-Pontoise, club créé en 2011.
Le Rugby Club de l'agglomération de Cergy-Pontoise est un club français de rugby à XV basé à Cergy-Pontoise.
Créé en 2003 d'après la fusion du Rugby Club de Pontoise et de l'Association sportive de Saint-Ouen-l'Aumône, le club disparaît après la saison 2010-2011, après avoir fait l'objet d'une liquidation judiciaire. Un nouveau club prendra sa suite, le Racing Club de l'agglomération de Cergy-Pontoise.

## Histoire

### Débuts du rugby à Pontoise et Saint-Ouen-l'Aumône
Le Rugby Club de Pontoise est créé dans les années 1930. Le club reste plusieurs décennies en troisième division. Il fait deux apparitions, en deuxième division.
La section rugby de l'Association sportive de Saint-Ouen-l'Aumône est née d'une scission du Rugby Club de Pontoise en 1965. Le club a toujours joué en championnat régional, participant à plusieurs occasions au championnat de France. Il n'a jamais atteint la Fédérale 3.
En 1996, le RCP devient champion de France réserve de troisième division en battant le CA Bordères-sur-l'Échez 21 à 15. Par la suite le Rugby Club de Pontoise deviendra le Rugby Club de Pontoise Cergy.

### Création du Rugby Club
Le Rugby club de l'agglomération de Cergy-Pontoise naît en 2003 de la fusion du Rugby Club de Pontoise Cergy (RCPC) et de la section rugby de l’Association sportive de Saint-Ouen-l'Aumône (ASSOA). À cette époque le Rugby Club de Pontoise Cergy est engagé en Fédérale 3 et l'Association sportive de Saint-Ouen-l'Aumône joue en championnat régional Honneur.
En 2006-2007, le club accède à la Fédérale 1 en éliminant le FC Saint-Claude
En 2007-2008, le club termine dans les dernières place du championnat de Fédérale 1 et est relégué en Fédérale 2.
En 2008-2009, il participe au championnat de France de Fédérale 2. Le RCACP termine premier de poule, place qui lui permet d'être promu en Fédérale 1, et est qualifié directement pour les seizièmes de finale de la phase de play-off championnat de France de Fédérale 2. Vainqueur en seizième, le club est battu au tour suivant par le Stade poitevin rugby. Toutefois la Direction nationale d'aide et de contrôle de gestion (DNACG) décide de rétrograder le RCAPC en raison de sa mauvaise santé financière. Le club jouera donc, de nouveau, en Fédérale 2 la saison suivante.
En 2009-2010, le club participe au championnat de France de Fédérale 2. Le RCACP termine à nouveau premier de poule, ce qui lui permet de remonter en Fédérale 1 et de se qualifier pour les seizièmes de finale de la phase finale du championnat. Après avoir battu le MLSGP rugby Yvelines, il chute contre le Racing Club Strasbourg Rugby le futur vice-champion de France.

### 2011: disparition du club
En 2010-2011, le club participe au championnat de France de Fédérale 1. Dernier de la poule 1, le RCACP, est relégué en Fédérale 2 dans un premier temps. Mais à la suite d'un déficit financier,,, le club est en situation de cessation de paiement, puis le Tribunal de grande instance de Pontoise prononce sa liquidation le 26 juillet 2011 ; la structure est officiellement mise en sommeil aux yeux de la Fédération le 30 août 2012.
Afin de pérenniser la pratique du rugby à Cergy-Pontoise et d'y conserver l'existence d'une école de rugby, un nouveau club est créé : le Racing Club de l'agglomération de Cergy-Pontoise voit ainsi le jour le 9 août 2011, démarrant en division Promotion d'Honneur et conservant l'acronyme RCACP du club précédemment dissous.

## Palmarès
Rugby Club de l'agglomération de Cergy-Pontoise
- 2007 : Accession à la Fédérale 1

Prédécesseurs
- 1994 : Champion d'île de France de 3e série (Association sportive de Saint-Ouen-l'Aumône)
- 1989 : Champion d'île de France de 4e série (Association sportive de Saint-Ouen-l'Aumône)
- 1996 : Champion de France réserve de troisième division (Rugby Club de Pontoise)

## Joueurs et entraîneurs célèbres
- Fouad Adjimi  ((joueur du RCP/RCPC/RCACP)
- Ouenougui Boubekeur  (joueur du RCACP)
- Vahanoa Faleovalu  (joueur du RCACP)
- Malik Hamadache   (joueur du RCACP)
- Robbie Hutton  (joueur/entraineur du RCACP)
- Christophe Moni  (entraîneur du RCAP de 2006 à 2007)
- Ted Omondi  (joueur du RCACP)
- Slade Mcfarland  (joueur du RCACP)
- Hudson Tonga'uiha  (joueur du RCACP)